# Pseudorabdion longiceps
Pseudorabdion longiceps är en ormart som beskrevs av Cantor 1847. Pseudorabdion longiceps ingår i släktet Pseudorabdion och familjen snokar. IUCN kategoriserar arten globalt som livskraftig. Inga underarter finns listade i Catalogue of Life.
Arten förekommer i Sydostasien på Malackahalvön, Borneo, Sumatra och på flera mindre öar i regionen. Ormen lever främst i skogar och den besöker trädodlingar, jordbruksmark och andra landskap nära skogar. Pseudorabdion longiceps lever delvis underjordisk i marken eller i lövskiktet.